# 風信帖
風信帖，全名弘法大師筆尺牘三通，日僧空海與最澄之間的三篇尺牘書信的合稱，是空海最著名代表作。日本著名書法法帖，為日本國寶，現藏於日本京都東寺。分成三帖，風信帖、忽披帖、忽惠帖，寫作時間約在810年至813年間，以行書寫成，風格近於王羲之。

## 概論
《風信帖》與《灌頂歷名》，這兩篇作品，自古被認為是空海書法作品中的最高傑作。最澄813年11月25日的回信，也是書法名作，稱為《久隔帖》。

## 風信帖
風信雲書，自天翔臨，披之閱之，如掲雲霧，兼恵止觀妙門，頂戴供養，不知攸厝。已冷，伏惟法體何如？空海推常擬隨命，躋攀彼嶺，限以少願，不能東西，今思与我金蘭及室山集會一處，量商仏法大事因縁，共建法幢，報仏恩徳。望不憚煩勞，蹔降赴此院。此所々望々，忩々不具。釋空海狀上。九月十一日。東嶺金蘭法前。謹空。

## 忽披帖

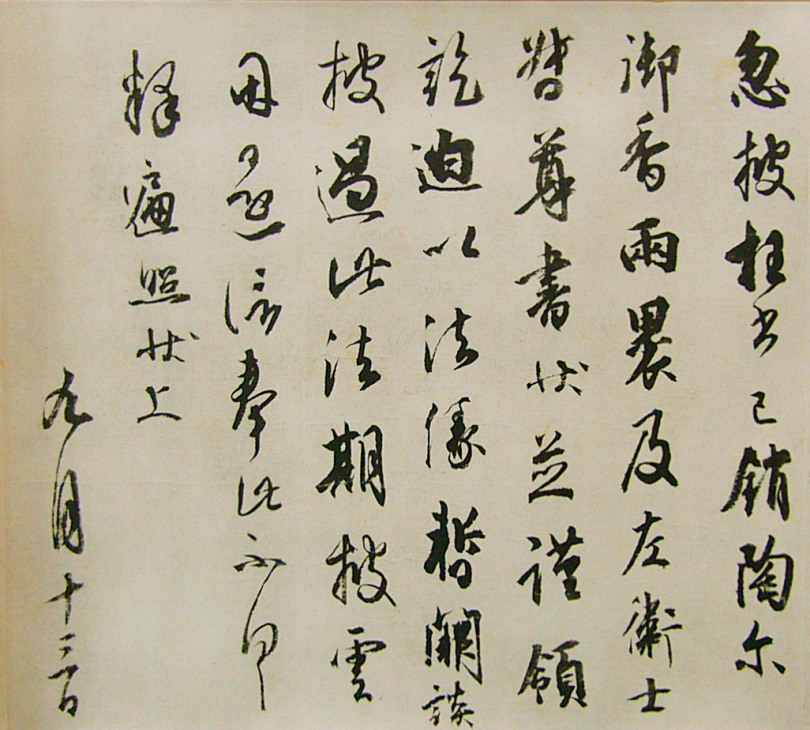
忽披帖(第二帖)

## 忽惠帖

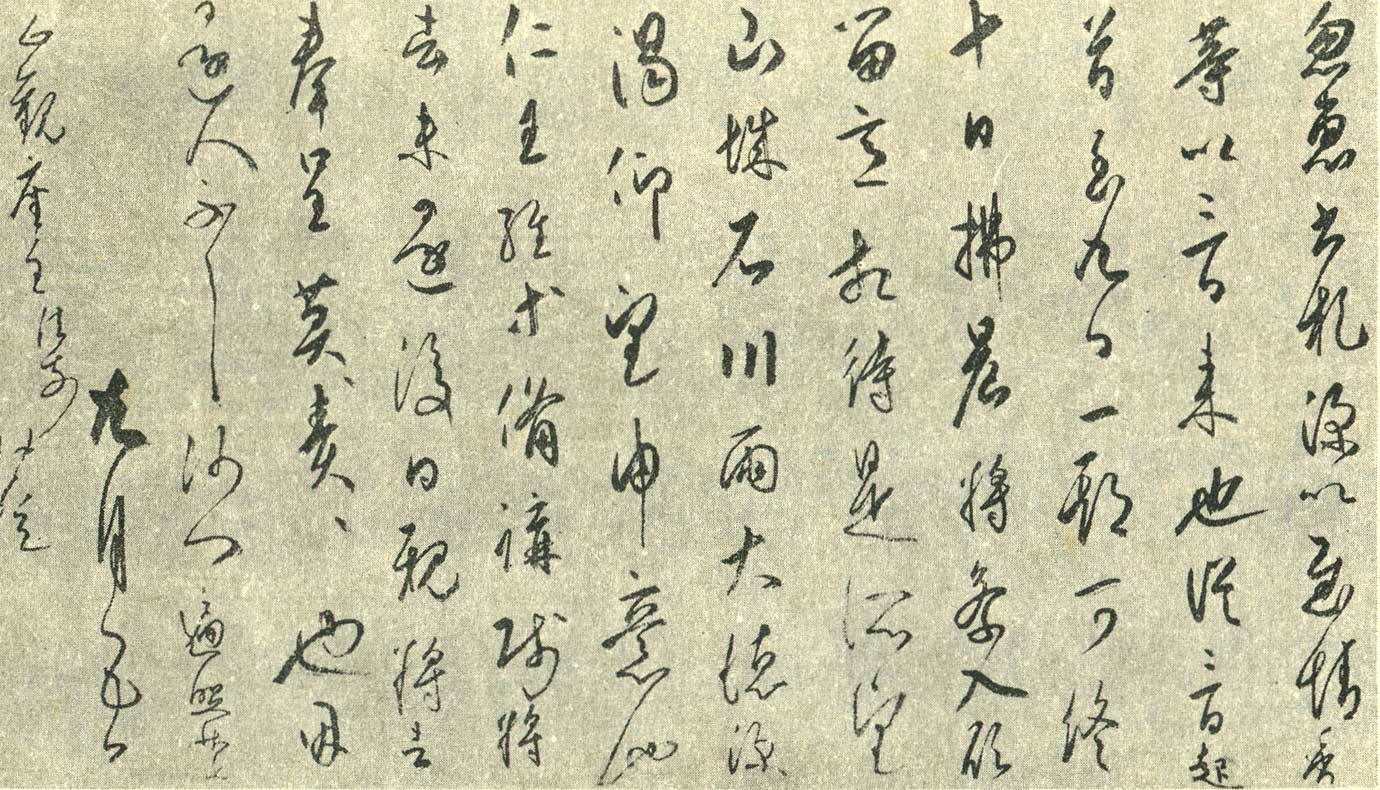
忽恵帖(第三帖)

### 原文

風信帖(第一帖)

{{quotation|-{風信雲書自天翔臨

披之閲之如掲雲霧兼

恵止觀妙門頂戴供養

不知攸厝已冷伏惟

法體何如空海推常擬

隨命躋攀彼嶺限以少

願不能東西今思与我金蘭

及室山集會一處量商仏

法大事因縁共建法幢報

仏恩徳望不憚煩勞蹔

降赴此院此所〻望〻忩〻

不具釋空海状上

　　　九月十一日

東嶺金蘭法前

　　　　　　　　　謹空}-}}